# Un provinciale a New York
Un provinciale a New York (The Out-of-Towners), è un film del 1970, diretto da Arthur Hiller, sceneggiato da Neil Simon e interpretato da Jack Lemmon e Sandy Dennis

## Trama
George Kellerman è un onesto impiegato in un distaccamento provinciale di una grossa società che viene promosso alla sede di New York. Parte per la città con la moglie Gwen, ma cominciano subito i guai: l'aereo anziché atterrare a New York è costretto a causa della nebbia ad atterrare a Boston, dove i loro bagagli risultano smarriti. Dopo aver raggiunto a fatica il treno per New York e arrivati nella Grande Mela si incamminano sotto la pioggia verso il Waldorf-Astoria Hotel, ma imboccano la direzione opposta e quando se ne accorgono hanno già superato diversi isolati. Arrivati alla reception dell'hotel scoprono che la prenotazione era valida, in mancanza di avvertimento, fino alle 22, e che dovranno aspettare perlomeno fino alle 7 del mattino seguente. Riluttante, George si accorda con uno sconosciuto per farsi accompagnare in un altro albergo più modesto, ma in un vicolo lo sconosciuto li rapina minacciandoli con una pistola.
Si dirigono allora al commissariato dove sporgono denuncia e ottengono un trasporto verso l'Arsenale dove è stato organizzato un ritrovo per la gente che non ha potuto raggiungere la propria abitazione a causa dello sciopero dei trasporti. Durante il viaggio però la pattuglia che li trasporta riceve una chiamata di intervento per una rapina a un negozio di liquori: George si rifiuta di scendere dalla volante e finirà per essere rapito insieme alla moglie dai rapinatori che li abbandonano in mezzo al Central Park in piena notte. Gwen è costretta a camminare scalza perché le si sono rotte le scarpe e si ferisce un tallone con un apriscatole. George prova a trasportarla ma, esausto, si accascia sull'erba, dove Gwen lo convince a trascorrere la notte.
Il giorno dopo George si risveglia e scopre che è rimasto solo. Dopo aver girato un po' in cerca della moglie vede Gwen che gli corre incontro con indosso le sue scarpe e una scatola di crackers trovata su una panchina, ma all'improvviso spunta un grosso cane che le strappa la scatola dalle mani e corre via. I due gli corrono dietro e riescono a riprendere quel che è rimasto della confezione ma, mentre mangiano qualche briciola, George viene informato da Gwen che durante la notte un uomo con un mantello nero gli ha rubato l'orologio. Il susseguirsi di sventure prosegue e George viene scambiato per un molestatore di bambini, perde un dente mangiando i crackers e la sensibilità da un orecchio a causa dell'esplosione di un tombino, ed infine, ricevuto un passaggio da una macchina sulla quale viaggia un ambasciatore di un paese sudamericano che stava andando in ufficio, vengono circondati da una folla urlante di contestatori.
Quando finalmente riesce ad arrivare nel suo nuovo ufficio a New York, addirittura con qualche minuto in anticipo, e ottiene la tanto agognata promozione, al ritorno in albergo, amareggiato per i due giorni d'inferno che ha fatto passare alla moglie decide di non accettare la promozione e di ritornare in provincia. Il ritorno a casa però riserverà loro una sorpresa finale, poiché l'aereo sarà dirottato a Cuba.